# Pic de Bugarret
Pic de Bugarret – szczyt w Pirenejach. Leży w południowej Francji, w departamencie Pireneje Wysokie, blisko granicy z Hiszpanią. Należy do podgrupy Pireneje Środkowo-Zachodnie w Pirenejach Centralnych.
Pierwszego wejścia dokonali Henri Brulle, Célestin Passet i Francois Brenat-Salles w 1890 r.